# Dendrophylax lindenii
Dendrophylax lindenii är en orkidéart som först beskrevs av John Lindley, och fick sitt nu gällande namn av George Bentham och Robert Allen Rolfe. Dendrophylax lindenii ingår i släktet Dendrophylax och familjen orkidéer. Inga underarter finns listade i Catalogue of Life.

## Bildgalleri

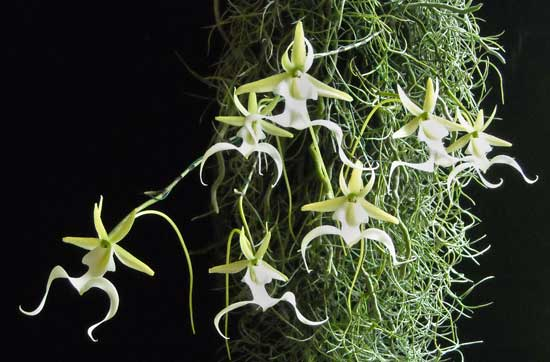
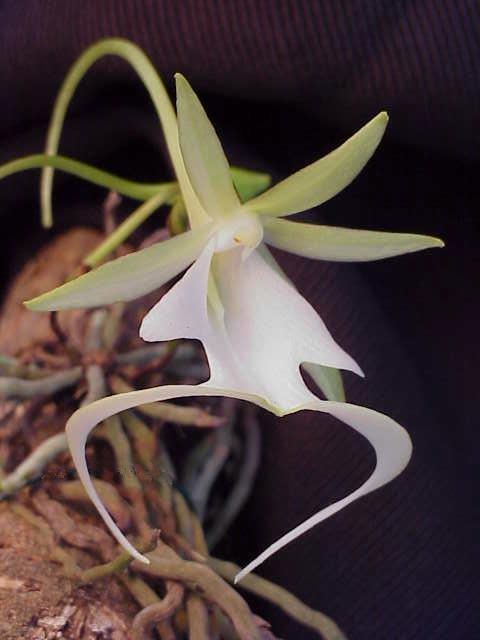
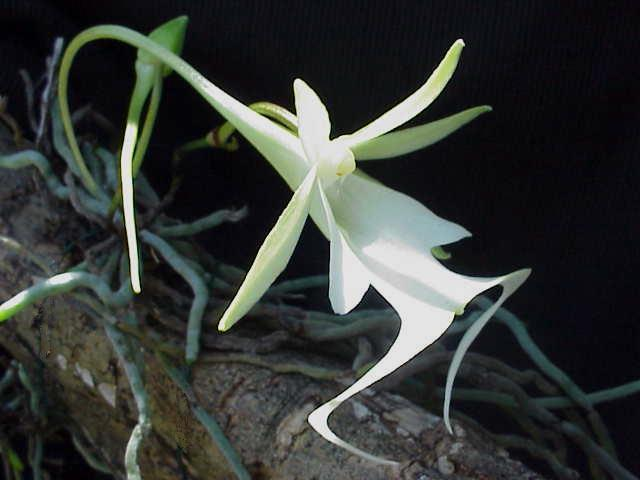
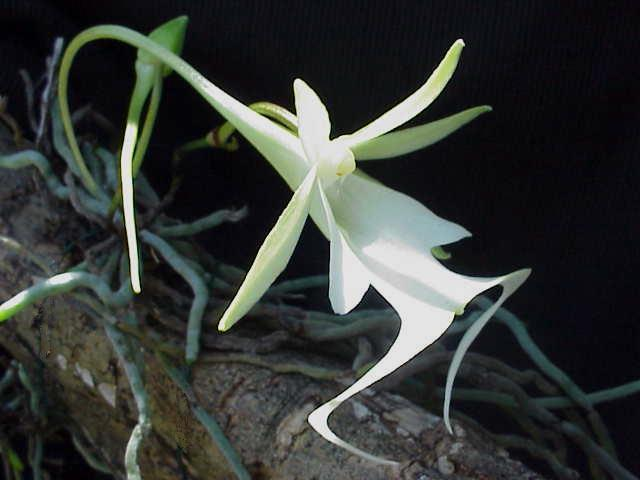